# Pieter van Velzen
Pieter Cornelis Jozef van Velzen (Weesp, 23 januari 1911 – Nieuw-Loosdrecht, 14 januari 1990) was een Nederlands beeldhouwer, glazenier en schilder.

## Leven en werk
Van Velzen was een zoon van Pieter Cornelis van Velzen, bakker in Weesp, en Petronella Maria Antonia Tholen. Hij trouwde in 1941 met Secunda Veronica Maria Langehenkel (1905-1993). Uit dit huwelijk werd een dochter geboren, die als schilderes werkt onder de naam Unamore.
Van Velzen trad aanvankelijk in zijn vaders voetsporen en werd banketbakker. Hij werd in 1937 toegelaten tot de avondcursus van de Rijksakademie van beeldende kunsten in Amsterdam, waar hij les kreeg van Jan Bronner, Heinrich Campendonk en Johannes Hendricus Jurres. Door de Tweede Wereldoorlog moest hij zijn studie onderbreken. Hij weigerde zich aan te melden bij de Kultuurkamer en nam in die tijd de leiding over zijn vaders bakkerij op zich. Na de oorlog rondde hij zijn studie af. Van Velzen vestigde zich in 1947 als schilder in Nieuw-Loosdrecht. Twee jaar later kreeg hij een opdracht voor een acht meter hoog glas-in-loodraam voor De Papegaai in de Amsterdamse Kalverstraat. In 1950 had hij zijn eerste solotentoonstelling bij de kunstzaal Van Lier.
Van Velzen maakte onder meer glas-in-loodramen, schilderijen, kruiswegstaties, muurschilderingen en devotiebeelden. Hij voerde zijn werk zelf uit. Van Velzen werd met Aad de Haas en Jaap Min in de jaren 50 gezien als een vernieuwer in de kerkelijke kunst. Hij was in die tijd artistiek adviseur bij het Gooisch Scheppend Ambacht. Vanaf de jaren 80 richtte hij zich vooral op zijn schilderwerk.
De kunstenaar overleed kort voor zijn 79e verjaardag.

## Werken (selectie)
- 1949: raam De eenheid der kerk voor de H.H. Petrus- en Pauluskerk, Kalverstraat, Amsterdam
- 1949: Drie muzen, voor eigen woning in Nieuw-Loosdrecht
- 1950: twee ramen en een fresco voor de Sint-Josephkerk in Hilversum
- 1954: ramen met de vier evangelisten, vier profeten (1957), scholieren (1960) en een rond venster (1985) voor het Alberdingk Thijm College, Emmastraat in Hilversum
- 1954-1955: houten beeld van Onze-Lieve-Vrouwe Koningin van de Vrede voor de Vredeskerk, Amsterdam
- 1956: muurschildering Apocalyptische ruiters en koorbeglazing met de zeven sacramenten (1957) voor de Sint-Laurentiuskerk in Weesp
- 1957: raam voor het gemeentehuis van Nieuw-Loosdrecht
- 1960: mozaïek Jacob worstelt met de engel, Pniëlkerk, Hilversum (met Jan Oosterman)
- 1964: beeldengroep voor de landbouwhuishoudschool in Schoonhoven

## Afbeeldingen

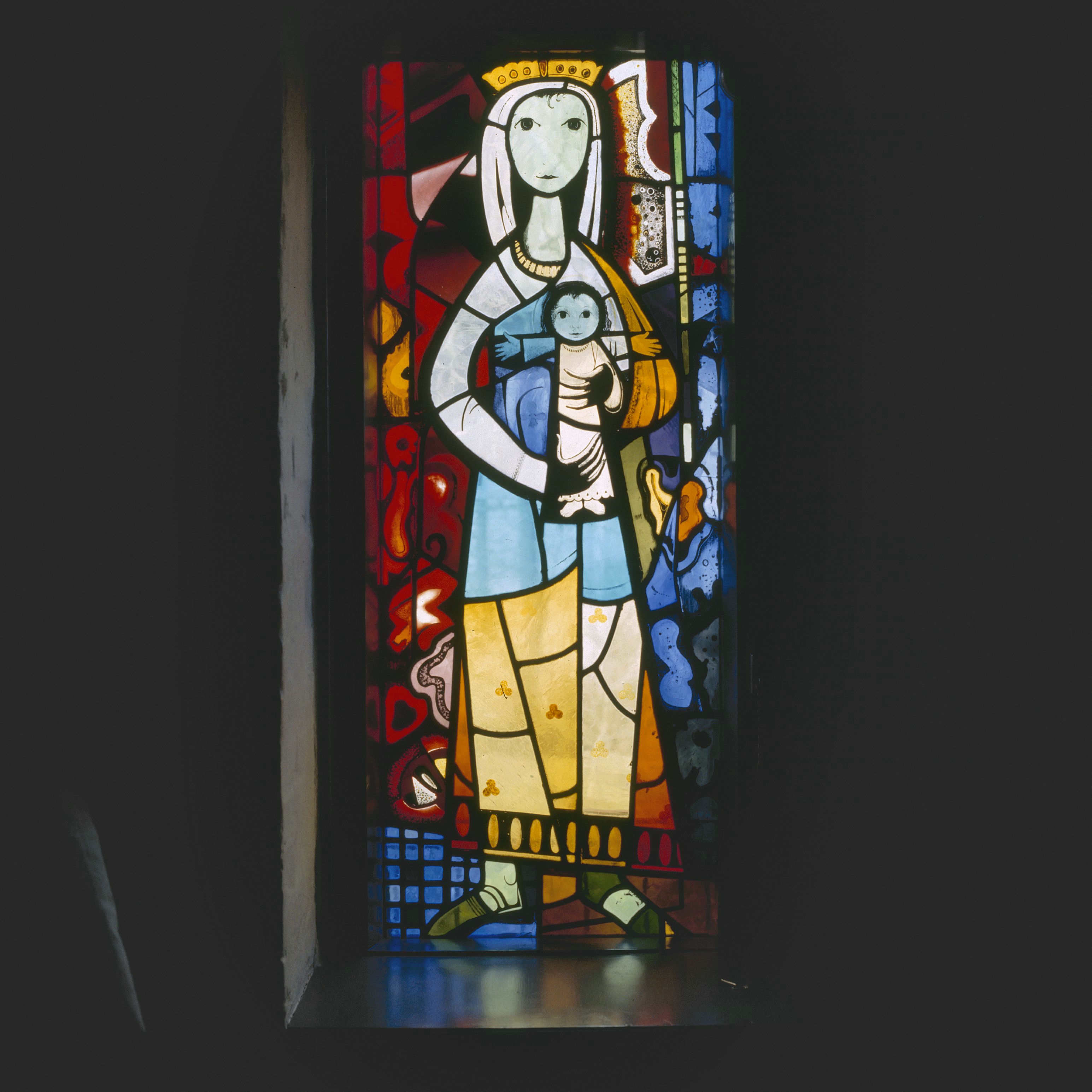
Maria met kind
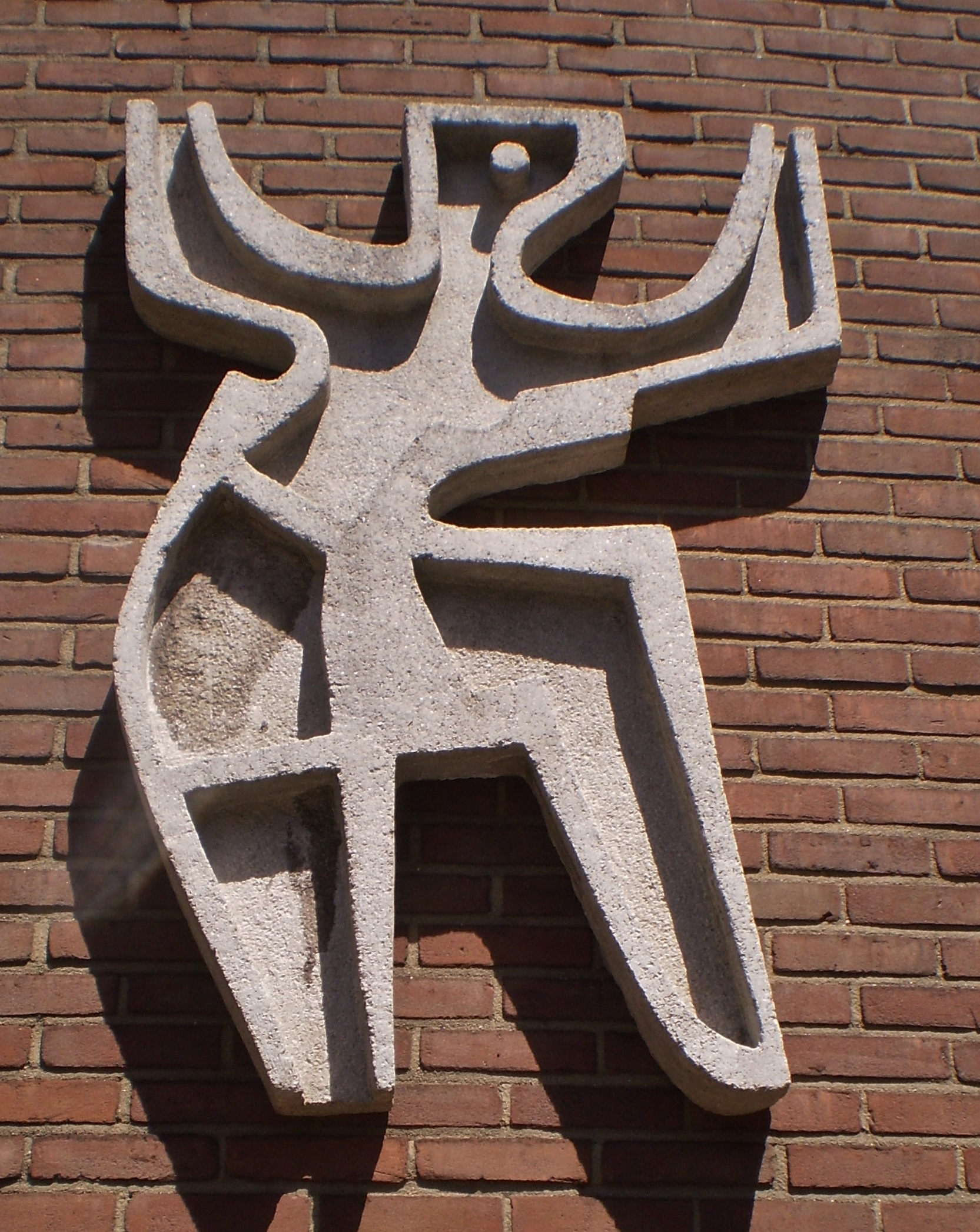
Zonder titel (Hilversum)
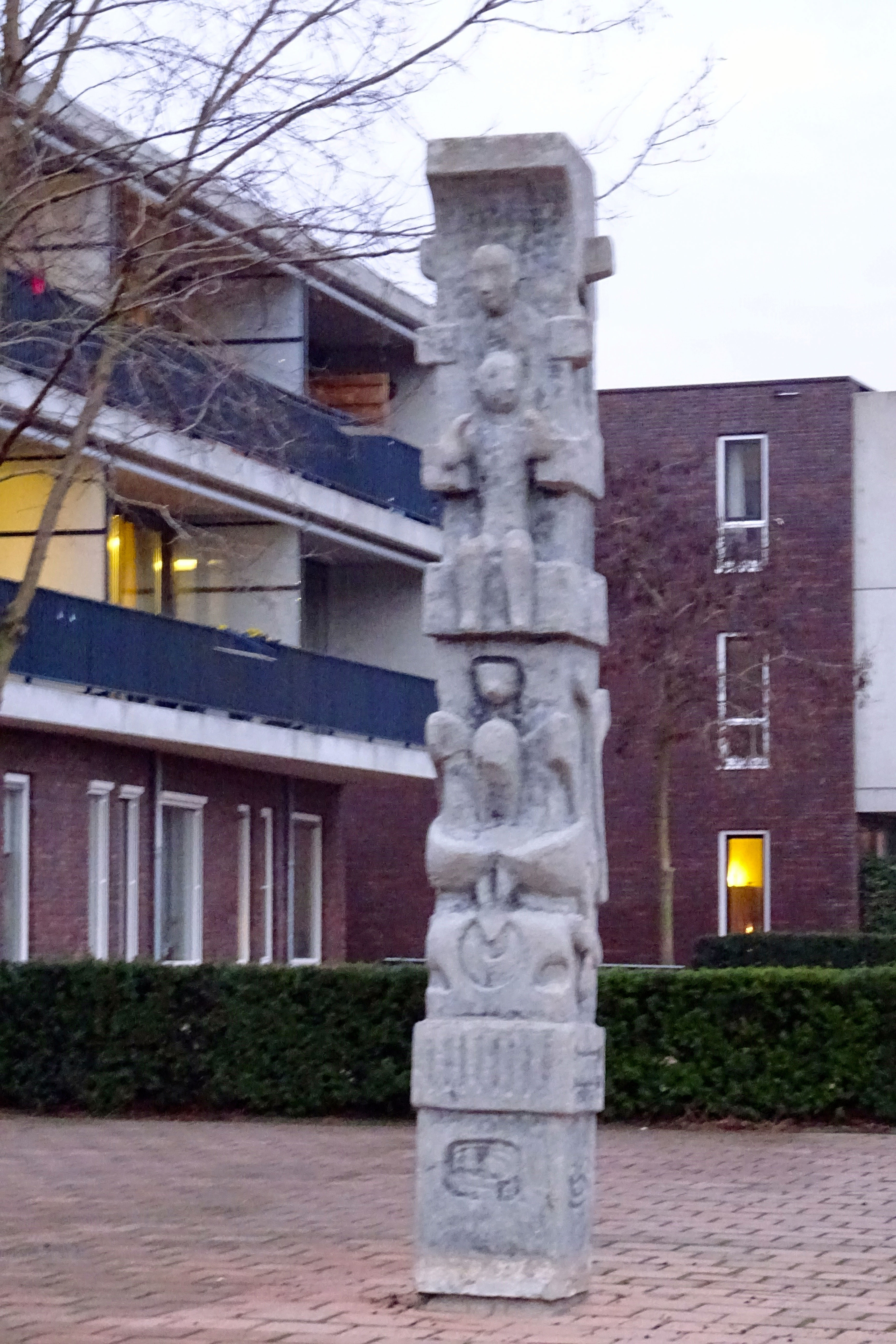
Zuil (Oosterwolde)